# NGC 1260
NGC 1260 é uma galáxia espiral (S0-a) localizada na direção da constelação de Perseus. Possui uma declinação de +41° 24' 19" e uma ascensão recta de 3 horas, 17 minutos e 27,2 segundos.
A galáxia NGC 1260 foi descoberta em 19 de Outubro de 1884 por Guillaume Bigourdan.